# Louisburg, North Carolina
Louisburg är administrativ huvudort i Franklin County i North Carolina och säte för Louisburg College. Orten har fått sitt namn efter Ludvig XVI av Frankrike. Enligt 2010 års folkräkning hade Louisburg 3 359 invånare.